# 塞里耶尔 (索恩-卢瓦尔省)
塞里耶尔（法語：Serrières，法語發音：[sɛʁjɛʁ]）是法国索恩-卢瓦尔省的一个市镇，属于马孔区。

## 地理
塞里耶尔（46°18'44"N, 4°40'47"E）面积9.84 平方千米，位于法国勃艮第-弗朗什-孔泰大區索恩-卢瓦尔省，该省份为法国中部省份，北起顺时针与科多尔省、汝拉省、安省、罗讷省、卢瓦尔省、阿列省和涅夫勒省接壤。
与塞里耶尔接壤的市镇（或旧市镇、城区）包括：皮埃尔克洛、桑沃、比西耶尔、圣普安、特拉迈、韦尔日松。

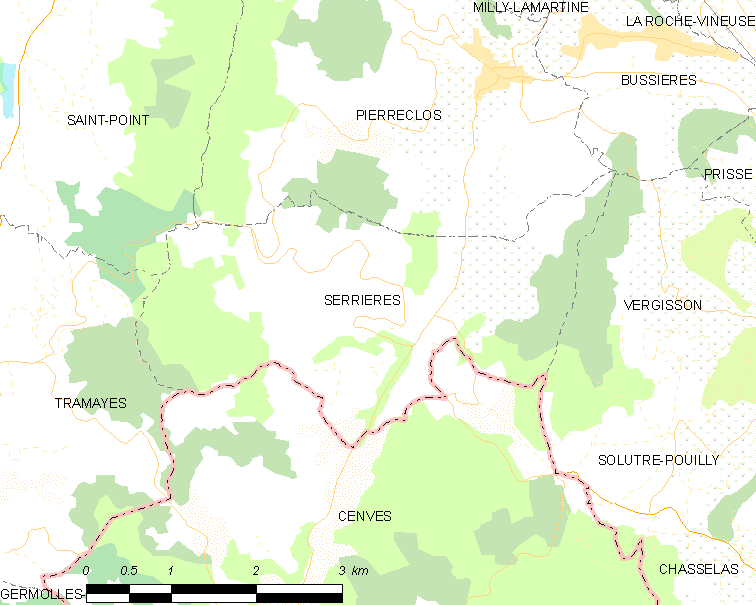
的OSM定位图

塞里耶尔的时区为UTC+01:00、UTC+02:00（夏令时）。

## 行政
塞里耶尔的邮政编码为71960，INSEE市镇编码为71518。

## 政治
塞里耶尔所属的省级选区为拉沙佩勒德甘谢县。

## 人口

1962-2008年间人口变化图示

塞里耶尔于2022年1月1日时的人口数量为290人。